# Adrianus Djajasepoetra
Adrianus Djajasepoetra SJ (ur. 12 marca 1894 w Yogyakarcie, zm. 10 lipca 1979) – jezuita, indonezyjski duchowny katolicki, wikariusz apostolski 1953–61 i arcybiskup Dżakarty w latach 1961–70.

## Życiorys
Święcenia kapłańskie otrzymał 15 sierpnia 1928.
18 lutego 1953 papież Pius XII mianował go wikariuszem apostolskim Dżakarty ze stolicą tytularną Trisipa. 23 kwietnia tego samego roku z rąk arcybiskupa Georges'a de Jonghe d'Ardoye'a przyjął sakrę biskupią. 3 stycznia 1961 mianowany arcybiskupem archidiecezji dżakarckiej. 21 maja 1970 na ręce papieża Pawła VI złożył rezygnację z zajmowanej funkcji. W latach 1970–76 pełnił godność arcybiskupa tytularnego Volsinium. 
Zmarł 10 lipca 1979.